# Marianne Pirker
Marianne Pirker (27 de gener de 1717 - Eschenau, Heilbronn, 10 de novembre de 1783) fou una cantatriu alemanya.
Va recórrer els teatres i les corts d'Itàlia, Londres, Hamburg, Copenhaguen, etc. Del 1736 al 1741 va residir a Graz. El 1740 Marianne Pirker va fer una aparició com a convidada amb Angelo Mingotti a Hamburg, mentre que el 1741 va cantar amb Pietro Mingotti a Bratislava a les celebracions de la coronació de Maria Teresa com a reina d'Hongria. Del 1744 al 1747 va cantar a Itàlia. El 1747 ella i el seu marit, el violinista austríac Joseph Franz Pirker, van ser nomenats primers violinistes i directors de la cort de Londres. Christoph Willibald Gluck va portar la parella a la cort reial de Copenhaguen l'any 1748 en companyia dels germans Mingotti, on Pirker va conèixer el duc de Württemberg, Carles Eugeni, que la va convidar a una audició a la seva cort. El 1750 va rebre un compromís permanent de Carles Eugeni com a primera solista de l'òpera de nova creació a la Neues Lusthaus de Stuttgart, mentre que el seu marit va ser contractat com a mestre de capella dos anys més tard.
En aquest temps, Marianne Pirker s'havia convertit en íntima confident de l'esposa de Carl Eugen, la duquessa de Wurtemberg, Isabel Frederica. El 1756 fou empresonada per haver romàs fidel a la seva amiga, la qual acabava de separar-se del seu espòs, Carles Eugeni mentre Marianne Pirker havia fet declaracions oficials sobre la infidelitat del duc. Recobrada la llibertat, després de vuit anys empresonada, havent perdut bona part de la seva salut i pràcticament tota la seva veu de cantant, es dedicà a l'ensenyança del cant a Heilbronn.